# European Nations Cup Tweede Divisie 2012/14
De European Nations Cup Tweede Divisie 2012/14 is het 9e seizoen van de Tweede Divisie van de Europe Nations Cup, de op een na hoogste niveau in de ENC.
De Tweede Divisie bestaat uit vier groepen (2A, 2B, 2C en 2D). Elke groep speelt een volledige competitie over twee jaar.
Na een halve competitie worden de standen opgemaakt om een kampioen uit te roepen voor elke groep, waar de kampioen van Divisie 2A kampioen is van de Tweede Divisie.
Na de tweede helft worden de standen van de afgelopen halve competitie gebruikt om de kampioenen te bepalen en de stand van de volledige competitie voor de promotie en degradatie regeling.
Elke eerst geplaatste team in de groep promoveert naar een niveau hoger, waarvan de nummer één van de Divisie 2A promoveert naar de Eerste Divisie, groep 1B. Van elke groep degradeert de laatst geplaatste team naar een niveau lager, waar de laatst geplaatste team van 2D degradeert naar de Derde Divisie.
Voor teams die op de tweede plaats zijn geëindigd, met uitzondering van groep 2A, spelen een play-off tegen de nummer 4 van de groep boven hen voor promotie en degradatie.

## WK kwalificatie 2015
De kampioenen van de groepen over het seizoen 2012/13 doen mee in de play-offs voor een plaats op het WK samen met de nummer 3 van de Divisie 1A en de nummer 1 van de Divisie 1B.

## Puntensysteem
Teams kunnen als volgt punten verdienen:
- 4 punten voor een overwinning
- 2 punten voor een gelijkspel
- 0 punten voor een verloren wedstrijd
- 1 bonus punt voor het scoren van minimaal 4 tries in een wedstrijd
- 1 bonus punt voor het verliezen van een wedstrijd met 7 of minder punten

## Divisie 2A

### Seizoen 2012-13

#### Eindstand
| #  | Team        | GW | Win | Gel | Ver | Bon | Pnt | Voor | Tegen | Saldo |
| -- | ----------- | -- | --- | --- | --- | --- | --- | ---- | ----- | ----- |
| 1. | Nederland   | 4  | 4   | 0   | 0   | 2   | 18  | 125  | 57    | 68    |
| 2. | Zwitserland | 4  | 3   | 0   | 1   | 2   | 14  | 92   | 75    | 17    |
| 3. | Kroatië     | 4  | 1   | 0   | 3   | 3   | 7   | 78   | 92    | -14   |
| 4. | Malta       | 4  | 1   | 0   | 3   | 1   | 5   | 73   | 104   | -31   |
| 5. | Litouwen    | 4  | 1   | 0   | 3   | 0   | 4   | 69   | 109   | -40   |

#### Legenda
| Kleur | Kwalificatie voor                                  |
| ----- | -------------------------------------------------- |
|       | Kampioen 2012-13 & Play-offs voor plaats op het WK |

#### Wedstrijden
|  | 27 oktober 2012 | Kroatië | 20 - 19 | Malta                                                                                            | Makarska                   |  |
|  |                 | Try: Nik Jurišić (24'), · Tonći Buzov (51') · Con: Jai Ayoub 2 · Pen: Jai Ayoub 2 (38', 40'+3') · Kaarten: Tomislav Burazin 54' tot 64' | verslag | Try: Vince Stivila (48'), Mark Davey (76') Pen: James O'Brien 2 (3', 11'), Thomas Holloway (54') | Scheidsrechter: Tomáš Tuma |  |

|  | 3 november 2012 | Malta | 34 - 17 | Litouwen | Hibernians Ground, Paola                         |  |
|  |                 | Try: Robert Hollaway (25'), · Mark Davey (31'), · Vince Stivala (59') · Con: James O'Brien 2 · Pen: James O'Brien 5 (2', 8', 22' 34', 53') · Kaarten: Daniel Apsee 38' tot 48' | verslag | Try: Mindaugas Misevičius (39'), · Tomas Zibolis (77') · Con: Kęstutis Marcišauskas 2 · Pen: Kęstutis Marcišauskas (17') · Kaarten: Richardus Stankus 62' tot 72' | Toeschouwers: 3,000 Scheidsrechter: Luc Janssens |  |

|  | 3 november 2012 | Zwitserland | 29 - 20 | Kroatië                                                                                               | Stade de Colovray, Nyon                           |  |
|  |                 | Try: Penalty Try (5'), · Cyril Lin (37'), · Matthieu Guyou (42'), · Cyril Coulot (65') · Con: Simon Perrod 3 · Pen: Simon Perrod (80') · Kaarten: Thibault Gery 71' tot 80' | verslag | Try: Filip Mijić (67'), Tomislav Burazin (73'), Mario Ozich (76') Con: Jai Ayoub Pen: Jai Ayoub (47') | Toeschouwers: 1,053 Scheidsrechter: Pedro Montoya |  |

|  | 10 november 2012 | Litouwen                                                                                          | 16 - 24 | Nederland | Radviliškio miesto centrinis stadionas, Šiauliai |  |
|  |                  | Try: Maksim Guseinov (67') Con: Kęstutis Marcišauskas Pen: Kęstutis Marcišauskas 3 (2', 35', 50') | verslag | Try: Storm Carroll (38'), · Richard van den Broek (63') · Con: Bart Viguurs · Pen: Bart Viguurs 4 (2', 8', 12', 46') · Kaarten: Jay Jay Boske 55' tot 65' | Scheidsrechter: Alexey Bryzgalin                 |  |

|  | 17 november 2012 | Nederland | 24 - 7  | Zwitserland | Netherlands National Stadium, Amsterdam |  |
|  |                  | Try: Vincent Booiman (22'), · Cain Elisara (33') · Con: Vincent Booiman · Pen: Vincent Booiman 4 (3', 13', 47', 67') · Kaarten: Vincent Grimbergen 60' tot 70' | verslag | Try: Simon Perrod (62') · Con: Simon Perrod · Kaarten: Cyril Coulot 12' tot 22', · Clément Bartschi 33' tot 43' | Scheidsrechter: Frank Himmer            |  |

|  | 6 april 2013 | Malta                                                                               | 10 - 19 | Zwitserland | Hibernians Football Stadium, Paola                   |  |
|  |              | Try: Thomas Holloway (31'), · James O'Brien (64') · Kaarten: Luke Watts 66' tot 76' | verslag | Try: Cyril Lin (14'), · Mathieu Paul (69') · Pen: Simon Perrod 3 (4', 34', 60') · Kaarten: Cyril Lin 22' tot 32', · Nicolas Guyou 40' tot 50' | Toeschouwers: 3,000 Scheidsrechter: Vlad Iordachescu |  |

|  | 13 april 2013 | Zwitserland | 37 - 21 | Litouwen | Stade de Colovray, Nyon                           |  |
|  |               | Try: Jake Serex (9'), Cyril Lin (33'), Jonathan Wullschleger (75'), Nicolas Dimitri (80'+7') Con: Simon Perrod 2, Benjamin Doy 2 Pen: Simon Perrod 3 (6', 61', 65') | verslag | Try: Mindaugas Misevisius (39'), · Edmundas Grybauksas (52') · Con: Donastas Vilimavicius · Pen: Donastas Vilimavicius (19', 30', 63') · Kaarten: Karolis Navickas 74' tot 80' | Toeschouwers: 1,545 Scheidsrechter: Stefano Pennè |  |

|  | 13 april 2013 | Nederland | 48 - 10 | Malta | Amsterdam National Stadium, Amsterdam               |  |
|  |               | Try: Sep Visser (24'), Vincent Booiman (27'), Vincent Grimbergen 2 (52', 56'), Huey Van Vliet 2 (67', 74') Con: Bart Viguurs 4, Leon Koenen 2 Pen: Bart Viguurs 2 | verslag | Try: Toby Quarendon (72') · Con: Toby Quarendon · Pen: James O'Brien (47') · Kaarten: Clayton Cassar 18' tot 28', · Dominic Busuttil 51' tot 61' | Toeschouwers: 1,012 Scheidsrechter: Tomasz Jarowicz |  |

|  | 20 april 2013 | Kroatië                                                                                         | 24 - 29 | Nederland | Zagreb                          |  |
|  |               | Try: Paško Ivančić (38'), Penalty Try(50'), Jai Ayoub (56'), Ivan Miljak (80') Con: Jai Ayoub 2 | verslag | Try: Bart Viguurs (13'), · Rik van Balkom (16'), · Sep Visser (30'), · Cain Elisara (72') · Con: Bart Viguurs 3 · Pen: Bart Viguurs (53') · Kaarten: Richard van den Broek 50' tot 60' | Scheidsrechter: Zeszutek Marcin |  |

|  | 27 april 2013 | Litouwen | 15 - 14 | Kroatië                                                 | Academy of Rugby, Vilnius                            |  |
|  |               | Try: Mindaugas Norvaisas (9'), · Donatas Vilimavicius (40') · Con: Donatas Vilimavicius · Pen: Andrius Sutkus (64') · Kaarten: Mantautas Vilimavicius 74' tot 80' | verslag | Try: Caleb Brown (76') Pen: Jai Ayoub 3 (13', 30', 33') | Toeschouwers: 2,000 Scheidsrechter: Volovik Vladimir |  |

### Seizoen 2013-14

#### Eindstand
| #  | Team        | GW | Win | Gel | Ver | Bon | Pnt | Voor | Tegen | Saldo |
| -- | ----------- | -- | --- | --- | --- | --- | --- | ---- | ----- | ----- |
| 1. | Nederland   | 4  | 3   | 1   | 0   | 3   | 17  | 132  | 68    | 64    |
| 2. | Malta       | 4  | 3   | 0   | 1   | 1   | 13  | 89   | 75    | 14    |
| 3. | Litouwen    | 4  | 1   | 0   | 3   | 3   | 7   | 80   | 90    | -10   |
| 4. | Zwitserland | 4  | 1   | 1   | 2   | 1   | 7   | 78   | 84    | -6    |
| 5. | Kroatië     | 4  | 1   | 0   | 3   | 0   | 4   | 67   | 129   | -62   |

#### Legenda
| Kleur | Kwalificatie voor |
| ----- | ----------------- |
|       | Kampioen 2013-14  |

#### Wedstrijden
|  | 2 november 2013 | Litouwen                                                                                      | 10 - 13 | Malta                                                                     | Vilnius                                           |  |
|  |                 | Try: Mantatutas Vilimavicius (79'c) Con: Donatas Vilimavicius Pen: Donatas Vilimavicius (71') | verslag | Try: Samuel Borg (25'c) Con: James O'Brien Pen: James O'Brien 2 (9', 80') | Toeschouwers: 700 Scheidsrechter: Vadim Pikhovkin |  |

|  | 2 november 2013 | Kroatië                                                   | 11 - 26 | Zwitserland | Split                                          |  |
|  |                 | Try: Ivan Šuta (35'm) Pen: Jason Davor Newton 2 (7', 17') | verslag | Try: Maxime Lucon (3'c), · Cyril Lin (24'm), · Jonathan Wullschleger (41'm) · Con: Simon Perrod · Pen: Simon Perrod (15', 40', 78') · Kaarten: Romain Maitre 79' tot 80' | Toeschouwers: 1,500 Scheidsrechter: Tomáš Tuma |  |

|  | 9 november 2013 | Malta | 37 - 18 | Kroatië                                                                                | Hibernians Ground, Paola         |  |
|  |                 | Try: James Kirk (9'c), · Dominic Busutill (18'c), · Daniel Apsee (42'm), · Vince Stivala (64'c), · Oliver Sacco (79'm) · Con: James O'Brien 3 · Pen: James O'Brien 2 (78', 80'+3') · Kaarten: Toby Quaredon 71' tot 80' | verslag | Try: Marko Grcic (37'm), Tonci Buzov (73'm), Luca Pertain (80') Pen: Nik Jurisic (36') | Scheidsrechter: Igotz Gallestegi |  |

|  | 9 november 2013 | Nederland | 34 - 25 | Litouwen | Castricumse Rugbyclub, Castricum                  |  |
|  |                 | Try: Alexander Barendregt (14'm), · Dirk Danen (38'c), · Benjamin Blom (40'm), · Sep Visser 2 (44'c, 65'm), · Leon Koenen (73'm) · Con: Leon Koenen 2 · Kaarten: Sep Visser 79' tot 80' | verslag | Try: Jonas Mikalcius 2 (8'c, 69'c), · Vytaras Bloskys (55'm) · Con: Kestutis Marcisauskas 2 · Pen: Kestutis Marcisauskas 2 (27', 52') · Kaarten: Arturas Rachimovas 38' tot 48', · Gediminas Marcisauskas 65' tot 75' | Toeschouwers: 955 Scheidsrechter: Marcin Zeszutek |  |

|  | 16 november 2013 | Zwitserland | 20 – 20 | Nederland | Vlag van Zwitserland                            |  |
|  |                  | Try: penalty try (54') · Jake Serex (80') · Con: Simon Perrod (55') · Julien Gros (80') · Pen: Simon Perrod 2 (19', 64') · Kaarten: Thibault Gery 38' tot 48' · Arnaud Ramey 39' tot 49' | verslag | Try: Benjamin Blom (11') · Bart Viguurs 2 (40', 66') · Con: Storm Carroll (12') · Pen: Storm Carroll (80') · Kaarten: Vincent Grimbergen 52' tot 62' · Barry Roijen 77' tot 80' | Toeschouwers: 1453 Scheidsrechter: Stepan Cekal |  |

|  | 5 april 2014 | Malta                                       | 10 - 33 | Nederland | Hibernians Ground, Paola                             |  |
|  |              | Try: Mark Davey (17'm), Daniel Apsee (41'm) | verslag | Try: Bart Viguurs (6'c), Andy Darlington (23'c), Huey Van Vliet (30'c), Vincent Grimbergen (54'm), Norbeccio Mambo (78' c) Con: Norbeccio Mambo 4 | Toeschouwers: 2,500 Scheidsrechter: Jorge Molpeceres |  |

|  | 12 april 2014 | Nederland | 45 - 13 | Kroatië                                                                                                   | National Rugby Centre, Amsterdam                 |  |
|  |               | Try: Bart Viguurs (7'm), · Rik Roovers (18'c), · Vincent Grimbergen (54'm), · Nicky Verhoeven (57'c), · Dirk Danen (67'c), · Bart-Jan Romijn (70'c), · Huey Van Vliet (77'c) · Con: Leon Koenen 5 · Kaarten: Andy Darlington 47' tot 57' | verslag | Try: Marko Grcic (75'c) · Con: Jai Ayoub · Pen: Jai Ayoub 2 (15', 45') · Kaarten: Buzov Tonci 66' tot 76' | Toeschouwers: 400 Scheidsrechter: Andrea Spadoni |  |

|  | 12 april 2014 | Zwitserland | 14 - 29 | Malta | Winterthur                                      |  |
|  |               | Try: Nicolas Dimitri (49'm) · Pen: Simon Perrod 3 (8', 24', 33') · Kaarten: Benjamin Schaerer 29' tot 39', · Benoit Camps 73' tot 80' | verslag | Try: Daniel Apsee (78'c), · James Morris (80'+5'c) · Con: Dominic Busutill 2 · Pen: Dominic Busutill 5 (13', 25', 30', 56', 80'+2') · Kaarten: Rhodri Apsee 46' tot 56' | Toeschouwers: 1,083 Scheidsrechter: Gert Visser |  |

|  | 19 april 2014 | Kroatië | 25 - 21 | Litouwen | Stadion Kranjčevićeva, Zagreb                  |  |
|  |               | Try: Jason Newton (42'c), Nik Jurisic (45'c), Ivan Suta (52'm) Con: Jai Ayoub 2 Pen: Jai Ayoub 2 (4', 61') | verslag | Try: Arturas Rachimovas (24'm), Karolis Navickas (65'm), Mindaugas Misevicius (79'm) Pen: Donatas Vilimavicius (40'), Evaldas Stitilis (47') | Toeschouwers: 2,000 Scheidsrechter: Tuma Tomas |  |

|  | 26 april 2014 | Litouwen | 24 - 18 | Zwitserland                                                                               | Šiauliai                         |  |
|  |               | Try: Ignas Darkintis (5'm), · Evaldas Stitilis (12'c), · Jonas Mikalcius (29'm), · Mindaugas Norvaisas (76'c) · Con: Donatas Vilimavicius, · Dovydas Taujanskas · Kaarten: Gediminas Marcisauskas 56' tot 66' | verslag | Try: Mathieu Paul (2'm), Jonathan Wullchleger 2 (16'm, 41'm) Drop: Sebastien Dimitri (9') | Scheidsrechter: Vladimir Volovik |  |

### Gecombineerde stand (2012–2014)

#### Eindstand
| #  | Team        | GW | Win | Gel | Ver | Bon | Pnt | Voor | Tegen | Saldo |
| -- | ----------- | -- | --- | --- | --- | --- | --- | ---- | ----- | ----- |
| 1. | Nederland   | 8  | 7   | 1   | 0   | 5   | 35  | 257  | 125   | 132   |
| 2. | Zwitserland | 8  | 4   | 1   | 3   | 3   | 21  | 170  | 159   | 11    |
| 3. | Malta       | 8  | 4   | 0   | 4   | 2   | 18  | 162  | 179   | -17   |
| 4. | Kroatië     | 8  | 2   | 0   | 6   | 3   | 11  | 145  | 221   | -76   |
| 5. | Litouwen    | 8  | 2   | 0   | 6   | 3   | 11  | 149  | 199   | -50   |

#### Legenda
| Kleur | Kwalificatie voor                          |
| ----- | ------------------------------------------ |
|       | Promotie naar Divisie 1B                   |
|       | Play-offs tegen degradatie naar Divisie 2B |
|       | Degradatie naar Divisie 2B                 |

## Divisie 2B

### Seizoen 2012-13

#### Eindstand
| #  | Team       | GW | Win | Gel | Ver | Bon | Pnt | Voor | Tegen | Saldo |
| -- | ---------- | -- | --- | --- | --- | --- | --- | ---- | ----- | ----- |
| 1. | Israël     | 4  | 4   | 0   | 0   | 3   | 19  | 137  | 45    | 92    |
| 2. | Letland    | 4  | 2   | 0   | 2   | 3   | 11  | 85   | 82    | 3     |
| 3. | Denemarken | 4  | 1   | 1   | 2   | 1   | 7   | 62   | 79    | -17   |
| 4. | Andorra    | 4  | 1   | 1   | 2   | 0   | 6   | 48   | 77    | -29   |
| 5. | Servië     | 4  | 0   | 0   | 3   | 2   | 6   | 84   | 133   | -49   |

#### Legenda
| Kleur | Kwalificatie voor               |
| ----- | ------------------------------- |
|       | Play-offs voor plaats op het WK |

#### Wedstrijden
|  | 13 oktober 2012 | Denemarken                                                                                 | 6 - 6   | Andorra                       | Odense Atletikstadion, Odense                |  |
|  |                 | Pen: Joshua Jensen (4'), · Andrew Grantham (49') · Kaarten: Gaspard Nau Valbak 72' tot 80' | verslag | Pen: Roger Fité 2 (7', 40+5') | Toeschouwers: 500 Scheidsrechter: Mike Hoyer |  |

|  | 13 oktober 2012 | Israël | 48 - 22 | Servië | Wingate Institute, Netanya   |  |
|  |                 | Try: Ronan Tollman (3'), · Michael Eli (19'), · Martan Brosh (30'), · Eitan Humphreys (38'), · Adrian Rainstein (43'), · Nimrod Kaplan 2 (59', 71'), · Fabian Maguid (74') · Con: Ronan Tollman 3, · Adrian Rainstein · Kaarten: Mordechy Radashovich 65' tot 75' | verslag | Try: Ivan Pirkovic (47'), · Milan Orlovic (55'), · Vitor Ljubicic (78') · Con: Boris Martic 2 · Pen: Boris Martic (15') · Kaarten: Jerko Labus 34' tot 44' | Scheidsrechter: Frank Himmer |  |

|  | 27 oktober 2012 | Andorra                      | 5 - 26  | Israël | Andorra la Vella               |  |
|  |                 | Try: Benjamin Taurinya (32') | verslag | Try: Eitan Humphreys 2 (20', 59'), · Penalty Try (50'), · Matan Brosh (74') · Con: Ronen Tollman 2, · Adrian Rainstein · Kaarten: Nathan Amos 72' tot 80' | Scheidsrechter: Ken Lambrechts |  |

|  | 27 oktober 2012 | Servië | 39 - 21 | Letland | Milicionar Stadium, Belgrado |  |
|  |                 | Try: Marko Kapor 2 (7', 40'+2'), · Jerko Labus (25'), · Boris Martić (42'), · Milan Rastovac (60'), · Andrija Janković (68') · Con: Boris Martić 3 · Pen: Boris Martić (29') · Kaarten: Marko Kapor 51' tot 61' | verslag | Try: Jānis Skuja (34'), · Reinis Pepa (47'), · Māris Streikisš (80') · Con: Valters Raņķis, · Mihails Tunins 2 · Kaarten: Reinis Pepa 51' tot 61' | Scheidsrechter: Poplavski    |  |

|  | 3 november 2012 | Letland | 27 - 15 | Denemarken                                                                                        | Daugava Stadium, Riga              |  |
|  |                 | Try: Janis Skuja (15'), Nauris Bērzinš (40'+4'), Matīss Zalcmanis (47'), Māris Streikišs (63') Con: Mihail Tumins 2 Pen: Mihail Tumins (6') | verslag | Try: Oliver Leroux (36'), Christian Mellgaard (79') Con: Joshua Jensen Pen: Andrew Grantham (57') | Scheidsrechter: Oetsja Narimanidze |  |

|  | 3 november 2012 | Servië | 23 - 26 | Andorra                                                                                              | Police Sport & Recreation Centre, Belgrado |  |
|  |                 | Try: Marko Kapor (26'), Miladin Živanov (51') Con: Boris Martić 2 Pen: Marko Kapor (15'), Boris Martić 2 (34', 56') | verslag | Try: Albert Canturri (61') Pen: Marc Abello 6 (8', 18', 23', 31', 55', 78') Drop: Esteve Dolsa (48') | Scheidsrechter: Grzegorz Michalik          |  |

|  | 30 maart 2013 | Andorra                                                    | 11 - 22 | Letland | Camp d'Esports del M.I. Consell General, Andorra la Vella |  |
|  |               | Try: Cristian Garcia (43') Pen: Cristian Pons 2 (20', 64') | verslag | Try: Borisons Andrejs 2 (10', 50'), · Halckis Vitalijs (47'), · Zalcmanis Matiss (73') · Con: Halckis Vitalijs · Kaarten: Provizors Martins 35' tot 45', · Robezniek Maris 61' tot 71' | Toeschouwers: 450 Scheidsrechter: Hrvoje Bartolic         |  |

|  | 6 april 2013 | Israël                                                                                                | 17 - 15 | Letland | Wingate Institute, Netanya    |  |
|  |              | Try: Mordechay Radashkovich (7'), Jonathan Radashkovich (15'), Michael Eli (23') Con: Eitan Humphreys | verslag | Try: Zagorskis Davis 2 (39', 66') · Con: Zagorskis Davis · Pen: Haleckis Vitalijs (3') · Kaarten: Provizors Martins 74' tot 80' | Scheidsrechter: Mario Jelavic |  |

|  | 13 april 2013 | Denemarken | 38 - 0  | Servië                                  | Odense                                            |  |
|  |               | Try: Joshua Jensen (10'), · Andreas Robertson (17'), · Gaspard Valbak (55'), · Andy Nielsen (75'), · Oliver Le Roux (80') · Con: Andrew Grantham 5 · Pen: Andrew Grantham (46') · Kaarten: Kasper Pedersen 40' tot 50' | verslag | Kaarten: Branislav Petrovic 79' tot 80' | Toeschouwers: 300 Scheidsrechter: George Mossford |  |

|  | 20 april 2013 | Israël | 46 - 3  | Denemarken                                                        | Wingate Institute, Netanya                     |  |
|  |               | Try: Jonathan Radashkovich (20'), · Mordechay Radashkovich (35'), · Eitan Humphreys (40'), · Matan Brosh (42'), · Jonathan Shaki (46'), · Yonatan Kaplan (68'), · Guy Matisis (78') · Con: Vitalii Pryimak 4 · Pen: Vitalii Pryimak (12') · Kaarten: Stan Gurtovoy 80' tot 80' | verslag | Pen: Andrew Grantham (27') · Kaarten: Jonas Harreskov 75' tot 80' | Toeschouwers: 1,000 Scheidsrechter: Tomas Tuma |  |

### Seizoen 2013-14

#### Eindstand
| #  | Team       | GW | Win | Gel | Ver | Bon | Pnt | Voor | Tegen | Saldo |
| -- | ---------- | -- | --- | --- | --- | --- | --- | ---- | ----- | ----- |
| 1. | Letland    | 4  | 3   | 0   | 1   | 3   | 15  | 89   | 67    | 22    |
| 2. | Israël     | 4  | 3   | 0   | 1   | 2   | 14  | 75   | 64    | 11    |
| 3. | Andorra    | 4  | 3   | 0   | 1   | 2   | 14  | 83   | 63    | 20    |
| 4. | Denemarken | 4  | 1   | 0   | 3   | 3   | 7   | 66   | 72    | -6    |
| 5. | Servië     | 4  | 0   | 0   | 4   | 0   | 0   | 52   | 99    | -47   |

#### Wedstrijden
|  | 12 oktober 2013 | Letland | 25 - 14 | Servië | Valmiera                                           |  |
|  |                 | Try: Arvis Pilenieks (18', 39') · Mareks Larionovs (63') · Kristaps Bērziņš (77') · Con: Kristaps Bērziņš (77') · Pen: Kristaps Bērziņš (14') · Kaarten: Arvis Pilenieks 56' tot 66' | verslag | Try: Vlado Kusic (53') · Vitor Ljubicic (56') · Con: Milan Orlovic (54', 56') · Kaarten: Aleksandar Madjanovic 56' tot 66' | Toeschouwers: 173 Scheidsrechter: Vladimir Volovik |  |

|  | 19 oktober 2013 | Servië                        | 6 - 18  | Israël                                                                                        | Vlag van Servië                                   |  |
|  |                 | Pen: Milan Orlović (14', 28') | verslag | Try: Jonathan Radahkovich (25') Adam Rozenberg (59') Guy Dotan (77') Pen: Vitali Pryimak (3') | Toeschouwers: 450 Scheidsrechter: Lionel Da Silva |  |

|  | 26 oktober 2013 | Letland | 19 - 22 | Andorra                                                                                                   | Riga                                          |  |
|  |                 | Try: Edgars Cirulis (52') · Kristaps Berzins (62') · Pen: Kristaps Berzins (8', 24', 60') · Kaarten: Viktors Silvoniks 31' tot 41' | verslag | Try: Roger Fite (43') Con: Marc Abello (43') Pen: Marc Abello (6', 10', 68', 77') Drop: Marc Abello (33') | Toeschouwers: 300 Scheidsrechter: Gerd Visser |  |

| 2 november 2013 | Denemarken | 13 - 15 | Israël | Vlag van Denemarken |
| 2 november 2013 |            |         |        | Vlag van Denemarken |

| 23 november 2013 | Andorra | 22 - 11 | Denemarken | Andorra la Vella |
| 23 november 2013 |         |         |            | Andorra la Vella |

| 29 maart 2014 | Andorra | 23 - 13 | Servië | Andorra la Vella |
| 29 maart 2014 | verslag |         |        | Andorra la Vella |

| 12 april 2014 | Israël  | 20 - 16 | Andorra | Netanya |
| 12 april 2014 | verslag |         |         | Netanya |

| 12 april 2014 | Servië  | 19 - 33 | Denemarken | Belgrado |
| 12 april 2014 | verslag |         |            | Belgrado |

| 26 april 2014 | Letland | 29 - 22 | Israël | Riga Toeschouwers: ~400 Scheidsrechter: Pikhovkin |
| 26 april 2014 | verslag |         |        | Riga Toeschouwers: ~400 Scheidsrechter: Pikhovkin |

| 3 mei 2014 | Denemarken | 9 - 16 | Letland | Odense |
| 3 mei 2014 |            |        |         | Odense |

### Gecombineerde stand (2012–2014)

#### Eindstand
| #  | Team       | GW | Win | Gel | Ver | Bon | Pnt | Voor | Tegen | Saldo |
| -- | ---------- | -- | --- | --- | --- | --- | --- | ---- | ----- | ----- |
| 1. | Israël     | 8  | 7   | 0   | 1   | 5   | 33  | 212  | 109   | 103   |
| 2. | Letland    | 8  | 5   | 0   | 3   | 6   | 26  | 174  | 149   | 25    |
| 3. | Andorra    | 8  | 4   | 1   | 3   | 2   | 20  | 131  | 140   | -9    |
| 4. | Denemarken | 8  | 2   | 1   | 5   | 3   | 14  | 128  | 151   | -23   |
| 5. | Servië     | 8  | 1   | 0   | 7   | 2   | 6   | 136  | 232   | -96   |

#### Legenda
| Kleur | Kwalificatie voor                          |
| ----- | ------------------------------------------ |
|       | Kampioen, promotie naar Divisie 2A         |
|       | Play-offs voor promotie naar Divisie 2A    |
|       | Play-offs tegen degradatie naar Divisie 2C |
|       | Degradatie naar Divisie 2C                 |

## Division 2C

### Seizoen 2012-13

#### Eindstand
| #  | Team       | GW | Win | Gel | Ver | Bon | Pnt | Voor | Tegen | Saldo |
| -- | ---------- | -- | --- | --- | --- | --- | --- | ---- | ----- | ----- |
| 1. | Cyprus     | 4  | 4   | 0   | 0   | 3   | 19  | 198  | 53    | 145   |
| 2. | Slovenië   | 4  | 2   | 0   | 2   | 2   | 10  | 52   | 96    | -44   |
| 3. | Hongarije  | 4  | 2   | 0   | 2   | 2   | 10  | 61   | 57    | 4     |
| 4. | Bulgarije  | 4  | 2   | 0   | 2   | 1   | 9   | 65   | 128   | -63   |
| 5. | Oostenrijk | 4  | 0   | 0   | 4   | 3   | 3   | 57   | 99    | -42   |

#### Legenda
| Kleur | Kwalificatie voor               |
| ----- | ------------------------------- |
|       | Play-offs voor plaats op het WK |

#### Wedstrijden
|  | 6 oktober 2012 | Hongarije | 28 - 23 | Bulgarije | Széktói Stadion, Kecskemét        |  |
|  |                | Try: Achilles Gyurcsik (3'), Mate Toth (19'), Attila Refi (40') Con: Szabolis Nagyhegyesi 2 Pen: Szabolis Nagyhegyesi 2 (73', 79') Drop: Gareth Lloyd (32') | verslag | Try: Petar Nikolov (28'), Ivailo Ivanov (46') Con: Aleks Minchev, Petar Nikolov Pen: Aleks Minchev 3 (12', 23', 39') | Scheidsrechter: Jean-Luc Rebollal |  |

|  | 20 oktober 2012 | Bulgarije                                                                                   | 12 - 7  | Oostenrijk                                                                           | Vasil Levski National Sports Academy, Sofia |  |
|  |                 | Try: Ivailo Ivanov 2 (43', 53') · Con: Aleks Minchev · Kaarten: Teodor Bogdanov 48' tot 58' | verslag | Try: Lukas Kolb (32') · Con: Maximilian Nevas · Kaarten: Julian Zochling 39' tot 49' | Scheidsrechter: Gia Amirkhanashvili         |  |

|  | 27 oktober 2012 | Slovenië | 8 - 7   | Hongarije                                                                        | Ljubljana                                          |  |
|  |                 | Try: Damjan Jovič (29') · Pen: Dali Suljič (57') · Kaarten: Grega Miljuš 30' tot 40', · Blaž Pilko 76' tot 80' | verslag | Try: Gregő Bán (49') · Con: Gregoise Collet · Kaarten: Zoltán Heckel 58' tot 68' | Toeschouwers: 400 Scheidsrechter: George Kaloxilos |  |

|  | 17 november 2012 | Oostenrijk | 20 - 54 | Cyprus | Stadion Hohe Warte, Wenen      |  |
|  |                  | Try: Constantin Vana (12'), Manuel Polak (33'), Julian Zoechling (69') Con: Maximilian Navas Pen: Maximilian Navas (27') | verslag | Try: Christoforo Thoma (6'), Georgios Agathocleous (19'), Marcus Holden (25'), Fidias Efthymiou (29'), Tom Loizidis (36'), Penalty Try (50'), Burhan Torgut (72') Con: Marcus Holden 5 Pen: Marcus Holden 3 (15', 46', 55') | Scheidsrechter: Karlis Sarkans |  |

|  | 8 december 2012 | Cyprus | 49 - 8  | Slovenië | Paphos,                                           |  |
|  |                 | Try: Jack Bilton 2 (5', 41'), · Matthew King 2 (8', 17'), · Thomas Loizidis (35'), · Antonis Thoma (56'), · Andrew Binikos (61'), · Marko Mladenovic (72') · Con: Jack Bilton 3 · Pen: Jack Bilton (32') · Kaarten: Matthew King 24' tot 34', · Costas Pavlou 78' tot 80' | verslag | Try: Dragen Jovanovič (26') · Pen: Dali Suljič (80') · Kaarten: David Horvat 27' tot 37', · Žarko Krsmanovič 30' tot 40' | Toeschouwers: 500 Scheidsrechter: Lionel Da Silva |  |

|  | 16 maart 2013 | Cyprus | 79 – 10            | Bulgarije | Pathon Stadium,                                   |  |
|  |               | Try: Reno Ioannides 4 (6', 23', 33', 78'), · Tom Loizides 2 (19', 31'), · Burhan Torgut (21'), · Fidias Efthymiou 3 (39', 59', 70'), · Marcus Holden (41'), · Andrew Binikos (55') · Con: Marcus Holden 8 · Pen: Marcus Holden (9') · Kaarten: Giorgios Agathokleous 50' tot 60' | verslag[dode link] | Try: Martin Stoyanov (51') · Con: Martin Stoyanov · Pen: Martin Stoyanov (3') · Kaarten: Radoslav Damyanov 75' tot 80' | Toeschouwers: 500 Scheidsrechter: Didier Welfring |  |

|  | 6 april 2013 | Oostenrijk                                                                                | 10 - 11 | Hongarije | Dirnelwiese, Wenen                             |  |
|  |              | Try: Milad Farkhondeh-Fal (30' c) Con: Maximilian Navas (30') Pen: Maximilian Navas (52') | verslag | Try: Gregoire Collet (73') · Pen: Gregoire Collet 2 (36', 55') · Kaarten: Andre Brand 21' tot 31', · Gareth Lloyd 25' tot 35' | Toeschouwers: 500 Scheidsrechter: Stepan Cekal |  |

|  | 6 april 2013 | Bulgarije | 20 - 14 | Slovenië                                                                                        | Stadium N.S.A., Sofia                          |  |
|  |              | Try: Antonio Ivanov (2') · Con: 0 · Pen: Smilko Debrenliev 5 (15', 30', 40+3', 48', 80+4') · Drop: 0 · Kaarten: Dragomir Radin 62' tot 72' | verslag | Try: Anže Troppan (6' c), David Horvat (46' c) Con: Enej Radelj Šemrov (6'), Jaka Sajevic (46') | Toeschouwers: 500 Scheidsrechter: S. Poplavski |  |

|  | 20 april 2013 | Hongarije                                       | 15 - 16 | Cyprus                                                                                 | Esztergom                                       |  |
|  |               | Pen: Gregoire Collet 5 (2', 29', 49', 59', 72') | verslag | Try: Luke Frixou (24' c) Con: Marcus Holden (24') Pen: Marcus Holden 3 (17', 21', 53') | Toeschouwers: 300 Scheidsrechter: Dejan Stiglic |  |

|  | 20 april 2013 | Slovenië | 22 - 20 | Oostenrijk | Oval Stadium, Ljubljana             |  |
|  |               | Try: Iztok Javornik (18'), · Tit Hočevar 2 (43', 47' c), · David Horvat (76') · Con: Enej Radelj Šemrov (48') · Kaarten: Damjan Jovič 29 tot 39 | verslag | Try: Johannes Dachler (4' c), · Milad Farkondeh-Fal (37' c) · Con: Maximilian Navas 2 (5', 37') · Pen: Maximilian Navas 2 (15', 54') · Kaarten: Maximilian Müller 74' tot end' | Scheidsrechter: Inigo Atorrasagasti |  |

### Seizoen 2013-14

#### Eindstand
| #  | Team       | GW | Win | Gel | Ver | Bon | Pnt | Voor | Tegen | Saldo |
| -- | ---------- | -- | --- | --- | --- | --- | --- | ---- | ----- | ----- |
| 1. | Cyprus     | 4  | 4   | 0   | 0   | 3   | 19  | 147  | 39    | 108   |
| 2. | Hongarije  | 4  | 3   | 0   | 1   | 2   | 14  | 138  | 66    | 72    |
| 3. | Oostenrijk | 4  | 2   | 0   | 2   | 1   | 9   | 98   | 67    | 31    |
| 4. | Slovenië   | 4  | 1   | 0   | 3   | 1   | 5   | 57   | 106   | -49   |
| 5. | Bulgarije  | 4  | 0   | 0   | 4   | 0   | 0   | 51   | 214   | -163  |

#### Wedstrijden
|  | 5 oktober 2013 | Bulgarije                 | 5 - 67  | Hongarije | Sofia                          |  |
|  |                | Try: Martin Todorov (79') | verslag | Try: Daniel Toth (9', 11', 70'), Gyorgy Komuves (16', 39', 55'), Szilard Jung (23'), David Darquier (33', 43'), Jonathan Katona (82') Con: Gregoire Collet (10', 12', 23', 34', 70', 83'), Szabolcs Nagyhegyesi (65') Pen: Gregoire Collet (2') | Scheidsrechter: Marijo Jelavic |  |

| 19 oktober 2013 | Oostenrijk | 58 - 14 | Bulgarije | Vlag van Oostenrijk |
| 19 oktober 2013 |            |         |           | Vlag van Oostenrijk |

|  | 26 oktober 2013 | Hongarije | 35 - 3 | Slovenië             | Vlag van Hongarije                                  |  |
|  |                 | Try: Nicolas Valoo (13') · Ducrocq Thomas (64') · Zoltán Máthé (75') · Attilla Prakter (80') · Con: Gregoire Collet (14', 76', 80') · Pen: Gregoire Collet (2', 27', 52') · Kaarten: Ducrocq Thomas 50' tot 60' |        | Pen: Pavel Žle (50') | Toeschouwers: 600 Scheidsrechter: Sergei Poplavskyi |  |

| 9 november 2013 | Slovenië | 3 - 34 | Cyprus | Vlag van Slovenië |
| 9 november 2013 |          |        |        | Vlag van Slovenië |

| 30 november 2013 | Cyprus | 22 - 8 | Oostenrijk | Vlag van Cyprus |
| 30 november 2013 |        |        |            | Vlag van Cyprus |

| 12 april 2014 | Hongarije | 23 - 12 | Oostenrijk | Vlag van Hongarije |
| 12 april 2014 | verslag   |         |            | Vlag van Hongarije |

| 12 april 2014 | Slovenië | 43 - 17 | Bulgarije | Ljubljana |
| 12 april 2014 | verslag  |         |           | Ljubljana |

| 26 april 2014 | Bulgarije | 15 - 46 | Cyprus | Sofia Scheidsrechter: Poplavskyi |
| 26 april 2014 | verslag   |         |        | Sofia Scheidsrechter: Poplavskyi |

| 3 mei 2014 | Oostenrijk | 20 - 8 | Slovenië | Vlag van Oostenrijk |
| 3 mei 2014 |            |        |          | Vlag van Oostenrijk |

| 17 mei 2014 | Cyprus | 46 - 13 | Hongarije | Vlag van Cyprus |
| 17 mei 2014 |        |         |           | Vlag van Cyprus |

### Gecombineerde stand (2012–2014)

#### Eindstand
| #  | Team       | GW | Win | Gel | Ver | Bon | Pnt | Voor | Tegen | Saldo |
| -- | ---------- | -- | --- | --- | --- | --- | --- | ---- | ----- | ----- |
| 1. | Cyprus     | 8  | 8   | 0   | 0   | 6   | 38  | 346  | 92    | 254   |
| 2. | Hongarije  | 8  | 5   | 0   | 3   | 4   | 24  | 176  | 111   | 65    |
| 3. | Slovenië   | 8  | 3   | 0   | 5   | 3   | 15  | 109  | 194   | -85   |
| 4. | Oostenrijk | 8  | 2   | 0   | 6   | 4   | 12  | 143  | 143   | 0     |
| 5. | Bulgarije  | 8  | 2   | 0   | 6   | 1   | 9   | 116  | 342   | -226  |

#### Legenda
| Kleur | Kwalificatie voor                          |
| ----- | ------------------------------------------ |
|       | Kampioen, promotie naar Divisie 2B         |
|       | Play-offs voor promotie naar Divisie 2B    |
|       | Play-offs tegen degradatie naar Divisie 2D |
|       | Degradatie naar Divisie 2D                 |

## Divisie 2D

### Seizoen 2012-13

#### Eindstand
| #  | Team                  | GW | Win | Gel | Ver | Bon | Pnt | Voor | Tegen | Saldo |
| -- | --------------------- | -- | --- | --- | --- | --- | --- | ---- | ----- | ----- |
| 1. | Luxemburg             | 4  | 3   | 0   | 1   | 0   | 12  | 74   | 62    | 12    |
| 2. | Noorwegen             | 4  | 2   | 0   | 2   | 3   | 11  | 65   | 48    | 17    |
| 3. | Bosnië en Herzegovina | 4  | 2   | 0   | 2   | 2   | 10  | 78   | 71    | 7     |
| 4. | Griekenland           | 4  | 2   | 0   | 2   | 1   | 9   | 61   | 64    | -3    |
| 5. | Finland               | 4  | 1   | 0   | 3   | 2   | 6   | 45   | 78    | -33   |

#### Legenda
| Kleur | Kwalificatie voor               |
| ----- | ------------------------------- |
|       | Play-offs voor plaats op het WK |

#### Wedstrijden
|  | 6 oktober 2012 | Finland                                                                      | 14 - 16 | Luxemburg | Myllypuro Sports Park, Helsinki |  |
|  |                | Try: Mikko Luopio (56'), Andras Devenyi (76') Con: Mikko Luopio, Antti Cammi | verslag | Try: Philippe Vimond (49') · Con: Yared Ketema · Pen: Yared Ketema 2 (26', 46'), · James Harris (40') · Kaarten: Jason Limpach 28' tot 38' | Scheidsrechter: Michael Vestorp |  |

|  | 20 oktober 2012 | Noorwegen | 32 - 3  | Finland                | Bislett Stadion, Oslo                |  |
|  |                 | Try: Alex Deissner 2 (21', 42'), Finn James Gormley (38'), Thierry Davy (59'), James Buncle (79') Con: Kristoffer Borsheim 2 Pen: Kristoffer Borsheim (25') | verslag | Pen: Antti Lammi (13') | Scheidsrechter: Kacper Michalkiewicz |  |

|  | 3 november 2012 | Noorwegen                                                               | 11 - 9  | Bosnië en Herzegovina                                         | Fana Stadion, Bergen              |  |
|  |                 | Try: Kim-Robin Petterson (66') Pen: Kristoffer Borsheim 2 (59', 80'+2') | verslag | Pen: Armin Vehabovic 2 (33', 44') Drop: Armin Vehabovic (15') | Scheidsrechter: Ramonas Grumbinas |  |

|  | 10 november 2012 | Luxemburg                                                                  | 15 - 8  | Noorwegen                                                     | Stade Josy Barthel, Luxemburg                      |  |
|  |                  | Try: Adrien Timmermans (38'), Philippe Vimond (52'), Vincent Giffard (63') | verslag | Try: Kristoffer Borsheim (71') Pen: Kristoffer Borsheim (60') | Toeschouwers: 700 Scheidsrechter: Christophe Secat |  |

|  | 17 november 2012 | Griekenland | 22 - 17 | Bosnië en Herzegovina | Kavtantzoglio Stadium, Thessaloniki |  |
|  |                  | Try: Platon Moysiadis (40') Con: Platon Moysiadis Pen: Quram Kizikurashrili 4 (2', 20', 23', 66'), Konstantino Meidinger (75') | verslag | Try: Senad Turčinović 2 (5', 55'), · Sabahudin Subašić (35') · Con: Sabahudin Subašić · Kaarten: Senad Turčinović 61' tot 71' | Scheidsrechter: Afonso Nogueira     |  |

|  | 30 maart 2013 | Griekenland | 11 - 13 | Finland                                                                 | Dasos Haidariou Municipal Stadium, Athene       |  |
|  |               | Try: Quram Kizikurashrili (13') · Pen: Quram Kizikurashrili 2 (55', 71') · Kaarten: Grigol Chatzis 49' tot 59' | verslag | Try: Lasse Sariola (27'), Joakim Grader (38') Pen: Jussi Viljanen (48') | Toeschouwers: 300 Scheidsrechter: Csaba Priskin |  |

|  | 13 april 2013 | Bosnië en Herzegovina | 33 - 23 | Luxemburg | Stadion Tosk, Tešanj                           |  |
|  |               | Try: Armin Vehabović 2 (32', 39'), · Selmir Glavaš (68') · Con: Armin Vehabović 3 · Pen: Armin Vehabović 4 (9', 21', 40', 55') · Kaarten: Armin Zadić 24' tot 34' | verslag | Try: Stuart Logier (29'), Yarad Ketema (52'), Matthew Hopwood (80') Con: Bertrand Cohen-Sabban Pen: Bertrand Cohen-Sabban (10'), Ciaran Keane (65') | Toeschouwers: 800 Scheidsrechter: Alan Falzone |  |

|  | 13 april 2013 | Griekenland | 21 - 14 | Noorwegen                                                                                                   | Athene                                         |  |
|  |               | Try: Givi Gorgisheli (30'), · Quram Kizikurashrili (47') · Con: Quram Kizikurashrili · Pen: Quram Kizikurashrili 3 (15', 68', 76') · Kaarten: Grigol Chatzis 19' tot 29', · Veniamin Davidis 39' tot 49' | verslag | Try: Andre Ellingsen Slaata (70') · Pen: Finn Gormley 3 (27', 44', 53') · Kaarten: Finn Gormley 67' tot 77' | Toeschouwers: 100 Scheidsrechter: Ariel Cabral |  |

|  | 20 april 2013 | Luxemburg | 20 - 7  | Griekenland | Luxemburg                                           |  |
|  |               | Try: Jan Louw (31'), · Adrien Timmermans (48') · Con: Ciaran Keane 2 · Pen: Ciaran Keane (39'), · Yarad Ketema (80') · Kaarten: Tertius Barnard 60' tot 70' | verslag | Try: Filippos Sotiriadis (65') · Con: Vasileios Katsakos · Kaarten: Georgios-Anastasios Dimitriadis 54' tot 64' | Toeschouwers: 500 Scheidsrechter: Christian Doering |  |

|  | 20 april 2013 | Bosnië en Herzegovina | 19 - 15 | Finland                                                 | Zenica                       |  |
|  |               | Try: Edin Pojskić (32') Con: Armin Vehabović Pen: Armin Vehabović 2 (12', 50') Drop: Sabahudi Subašić (46'), Semir Pašić (47') | verslag | Try: Crispin Maenpaa 2 (15', 58'), Kalle Salminen (49') | Scheidsrechter: Paulo Duarte |  |

### Seizoen 2013/14

#### Eindstand
| #  | Team                  | GW | Win | Gel | Ver | Bon | Pnt | Voor | Tegen | Saldo |
| -- | --------------------- | -- | --- | --- | --- | --- | --- | ---- | ----- | ----- |
| 1. | Luxemburg             | 4  | 3   | 0   | 1   | 1   | 13  | 100  | 46    | 54    |
| 2. | Bosnië en Herzegovina | 4  | 2   | 0   | 2   | 3   | 11  | 109  | 61    | 48    |
| 3. | Noorwegen             | 4  | 2   | 0   | 2   | 2   | 10  | 76   | 87    | -11   |
| 4. | Finland               | 4  | 2   | 0   | 2   | 2   | 10  | 83   | 96    | -13   |
| 5. | Griekenland           | 4  | 1   | 0   | 3   | 0   | 4   | 71   | 149   | -78   |

#### Wedstrijden
|  | 28 september 2013 | Finland | 35 - 20 | Griekenland | Paavo Nurmi Stadium, Turku                        |  |
|  |                   | Try: Aaro Katainen (6', 70'), Crispin Mäenpää (16'), Ilkka Tuomaala (42'), Dawid van de Walt (57') Con: Andrew Myrie (6', 58') Pen: Andrew Myrie (3', 67') | verslag | Try: Pliatsikas Stephen Peter (19'), Grigorios Bourgos (48') · Con: Leo Huisman (20', 49') · Pen: Leo Huisman (22') · Drop: George Dennis Gargoulakis (35') · Kaarten: Christos Fiotakis 54' tot 64', Konstantinos Meidinger 78' tot 80' | Toeschouwers: 400 Scheidsrechter: Michael Vestorp |  |

| 12 oktober 2013 | Finland | 12 - 24 | Noorwegen | Vlag van Finland |
| 12 oktober 2013 |         |         |           | Vlag van Finland |

| 12 oktober 2013 | Bosnië en Herzegovina | 17 - 20 | Griekenland | Zenica |
| 12 oktober 2013 |                       |         |             | Zenica |

| 19 oktober 2013 | Noorwegen | 7 - 9 | Luxemburg | Vlag van Noorwegen |
| 19 oktober 2013 |           |       |           | Vlag van Noorwegen |

| 9 november 2013 | Luxemburg | 12 - 24 | Bosnië en Herzegovina | Stade Josy Barthel, Luxemburg |
| 9 november 2013 | verslag   |         |                       | Stade Josy Barthel, Luxemburg |

| 19 april 2014 | Bosnië en Herzegovina | 43 - 0 | Noorwegen | Vlag van Bosnië en Herzegovina |
| 19 april 2014 |                       |        |           | Vlag van Bosnië en Herzegovina |

| 26 april 2014 | Griekenland | 8 - 52 | Luxemburg | Vlag van Griekenland |
| 26 april 2014 |             |        |           | Vlag van Griekenland |

| 10 mei 2014 | Noorwegen | 45 - 23 | Griekenland | Stavanger |
| 10 mei 2014 |           |         |             | Stavanger |

| 10 mei 2014 | Luxemburg | 27 - 7 | Finland | Stade Josy Barthel, Luxemburg |
| 10 mei 2014 |           |        |         | Stade Josy Barthel, Luxemburg |

| 31 mei 2014 | Finland | 29 - 25 | Bosnië en Herzegovina | Vlag van Finland |
| 31 mei 2014 |         |         |                       | Vlag van Finland |

### Gecombineerde stand (2012–2014)

#### Eindstand
| #  | Team                  | GW | Win | Gel | Ver | Bon | Pnt | Voor | Tegen | Saldo |
| -- | --------------------- | -- | --- | --- | --- | --- | --- | ---- | ----- | ----- |
| 1. | Luxemburg             | 8  | 6   | 0   | 2   | 1   | 25  | 147  | 107   | 40    |
| 2. | Bosnië en Herzegovina | 8  | 4   | 0   | 4   | 5   | 21  | 187  | 132   | 55    |
| 3. | Noorwegen             | 8  | 4   | 0   | 4   | 5   | 21  | 141  | 135   | 6     |
| 4. | Finland               | 8  | 3   | 0   | 5   | 4   | 16  | 128  | 174   | -46   |
| 5. | Griekenland           | 8  | 3   | 0   | 5   | 1   | 13  | 132  | 215   | -83   |

|- align=center  bgcolor=#ccffcc
|1||align=left| Luxemburg ||8||6||0||2||174||107||+67||1||25
|- align=center bgcolor="#B0E0E6" 
|2||align=left| Bosnië en Herzegovina ||8||4||0||4||187||132||+55||5||21
|- align=center
|3||align=left| Noorwegen ||8||4||0||4||141||135||+6||5||21
|- align=center 
|4||align=left| Finland ||8||3||0||5||128||174||-46||4||16
|- align=center bgcolor="#ff8888"
|5||align=left| Griekenland ||8||3||0||5||132||215||-81||1||13
|}

#### Legenda
| Kleur | Kwalificatie voor                       |
| ----- | --------------------------------------- |
|       | Kampioen, promotie naar Divisie 2B      |
|       | Play-offs voor promotie naar Divisie 2B |
|       | Degradatie naar Divisie 3               |

## Promotie/Degradatie Play-offs

### Divisie 2A-Divisie 2B
Het tweede geplaatste team in Divisie 2B, Letland speelde thuis tegen het als vierde geplaatste team uit 2A, Kroatië voor promotie naar Divisie 2A. Kroatië won van Letland en behield zodoende zijn plek in de hoogste Tweede Divisie groep.
|  | 21 juni 2014 | Letland | 10 - 16 | Kroatië                                                                      | University of Latvia, Riga                         |  |
|  |              | Try: Matiss Zalcmanis (29'c) · Con: Kristaps Berzins · Pen: Kristaps Berzins (16') · Kaarten: Uldis Saulite 41' tot 51' | verslag | Try: Jason Newton (66'c) Con: Jason Newton Pen: Jason Newton 3 (8', 50' 53') | Toeschouwers: 250 Scheidsrechter: Alexey Bryzgalin |  |

### Divisie 2B-Divisie 2C
Het tweede geplaatste team in Divisie 2C, Hongarije moest thuis tegen het als vierde geplaatste team uit 2C, Denemarken spelen voor promotie naar Divisie 2B. Denemarken koos ervoor om niet te spelen en zodoende automatisch te degraderen naar Divisie 2C.
| juni 2014 | Hongarije | v | Denemarken | Hongarije |
| juni 2014 |           |   |            | Hongarije |

### Divisie 2C-Divisie 2D
Het tweede geplaatste team in Divisie 2D, Bosnië en Herzegovina speelde thuis tegen het als vierde geplaatste team uit 2C, Oostenrijk voor promotie naar Divisie 2C. Oostenrijk won van Bosnië en behield zodoende zijn plek in de Tweede Divisie C groep.
|  | 7 juni 2014 | Bosnië en Herzegovina                                                                        | 12 - 26 | Oostenrijk | Tešanj                                            |  |
|  |             | Try: Dženan Durgut 2 (15', 65'c) · Con: Sabahudin Subašić · Kaarten: Armin Zadić 38' tot 48' | verslag | Try: Stephan Reiseneder (36'c), Philip Waidmann (40'+2'c) Con: Maximilian Nevas 2 Pen: Maximilian Nevas 4 (5', 10', 32', 50') | Toeschouwers: 450 Scheidsrechter: Afonso Nogueira |  |